# Chicago Reader
Chicago Reader ist ein US-amerikanisches, vierzehntäglich erscheinendes Stadtmagazin in Chicago. Es ist für seine Berichterstattung über Kunst, insbesondere über Film und Theater, bekannt.

## Geschichte
Die Zeitschrift wurde 1971 vom Politologiestudenten Robert A. Roth und einigen Freunden gegründet, die zusammen 16.000 US-Dollar (inflationsbereinigt 2019 etwa 100.000 US-Dollar) Startkapital aufbrachten und am 1. Oktober 1971 die erste Ausgabe mit 16 Seiten veröffentlichten. Die Erscheinungsweise war wöchentlich. Nach zahlreichen Besitzerwechseln wurde 2018 eine private Investorengruppe um die Publizistin Dorothy Leavell Eigentümer der Zeitung. Nachdem das Anzeigengeschäft in Folge der COVID-19-Pandemie einbrach, wurde die Erscheinungsweise im Juni 2020 von wöchentlich auf vierzehntäglich umgestellt. Im Mai 2022 wurde die Zeitung einer für diesen Zweck gegründeten Stiftung übertragen, die seitdem als Herausgeber fungiert.